# Veľký Ďur
Veľký Ďur (hongrois : Nagygyőröd) est un village de Slovaquie situé dans la région de Nitra.

## Histoire
Première mention écrite du village en 1205.

## Démographie

### Évolution de la population
| Année:               | 1994. | 2004.   | 2014.   | 2024.   |
| -------------------- | ----- | ------- | ------- | ------- |
| Nombre de personnes: | 1323  | 1315    | 1281    | 1308    |
| Différence:          |       | -0,60 % | -2,58 % | +2,10 % |

| Année:               | 2023. | 2024.   |
| -------------------- | ----- | ------- |
| Nombre de personnes: | 1332  | 1308    |
| Différence:          |       | -1,80 % |